# Список танцевальных альбомов № 1 в Великобритании 2018 года
Список танцевальных альбомов № 1 в Великобритании 2018 года включает самые популярные альбомы в танцевальном стиле на основе данных официального dance хит-парада Великобритании UK Dance Chart 2018 года. Составителем чарта является The Official Charts Company, отвечающая за выпуск всех официальных музыкальных чартов страны.
| Дата      | Альбом № 1 недели | Исполнитель                                  | Ссылка |
| --------- | ----------------- | -------------------------------------------- | ------ |
| 5 января  | «Ibiza Classics»  | Пит Тонг, Heritage Orchestra и Jules Buckley | [ 2 ]  |
| 12 января | «Ibiza Classics»  | Пит Тонг, Heritage Orchestra и Jules Buckley | [ 3 ]  |